# Mikrozelle

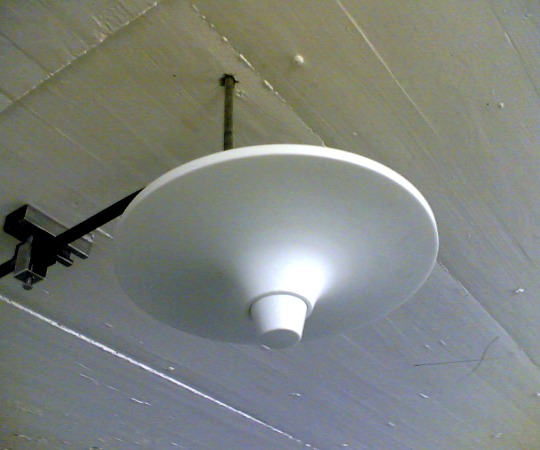
Innenantenne in einer Tiefgarage

Als Mikrozellen werden GSM- oder UMTS-Sendeanlagen mit geringer Leistungsabgabe bezeichnet, die nur einen sehr kleinen Wirkungskreis haben. Sie werden üblicherweise an Verbraucherschwerpunkten wie verkehrsreichen Kreuzungen und stark befahrenen Hauptstraßen installiert und sollen umliegende größere Basisstationen entlasten, oder begrenzte Versorgungslücken abdecken. Mikrozellen finden aber auch Verwendung in historischen Altstädten mit engen Gassen, wo eine flächendeckende Versorgung über die üblichen Antennen auf Gebäudedächern nicht gewährleistet werden kann. Auch kann der Ortsbild- oder Denkmalschutz ein Kriterium zum Aufbau von Mikrozellen sein, da diese mit kleineren Antennen ausgestattet sind, die unauffällig direkt an Gebäudefassaden, Masten der Straßenbeleuchtung u. ä. montiert werden können. Mikrozellen finden aufgrund der räumlichen Beschränkungen auch zur Versorgung von U-Bahnstrecken und -Bahnhöfen intensive Verwendung.
Es gibt auch mobile Mikrozellen, die mit einem Fahrzeug transportiert werden können und zu bestimmten Anlässen aufgestellt werden (zum Beispiel bei Konzerten oder Fußballspielen).
Mikrozellen werden auch zur Mobilfunkversorgung im Inneren von Gebäuden eingesetzt, zum Beispiel in Einkaufszentren, Bahnhöfen, Bürogebäuden, hier ist auch der Begriff Picozelle geläufig. Es kommen dabei eigene Innenantennen zum Einsatz, die mitunter eine gewisse Ähnlichkeit mit Geräten wie Feuermeldern etc. aufweisen. Für die Abdeckung von sehr kleinen Gebieten, etwa einzelne Räumlichkeiten, hat sich die Bezeichnung Femtozelle etabliert.